# Заречный (Шипуновский район)
Заречный — упразднённый посёлок в Шипуновском районе Алтайского края. На момент упразднения входил в состав Горьковского сельсовета. Исключен из учётных данных в 1983 году.

## География
Располагался на правом берегу реки Поперечная, на расстоянии приблизительно 7 км (по-прямой) к юго-востоку от села Горьковское.

## История
Образов как одно из производственных отделений совхоза имени Молотова.
Решением Алтайского КИКа от 11 ноября 1983 года № 381 населённый пункт, исключен из учётных данных.